# 37-я церемония AVN Awards
37-я церемония вручения премий AVN Awards состоялась 25 января 2020 года в Hard Rock Hotel and Casino, Лас-Вегас. Прямая трансляция состоялась на кабельном телеканале Showtime. Традиционная выставка AVN Adult Entertainment Expo 2020 прошла до награждения с 22 по 25 января.
Ведущими церемонии на сей раз были порноактрисы Никки Бенц и Эмили Блум. Музыкальные выступления рэперши Doja Cat и диджея Дипло происходили на протяжении всего шоу.
Всего было вручено около 100 наград в самых различных категориях. Также во время церемонии состоялось объявление очередных звёзд индустрии, включённых в Зал славы AVN: Билл Бейли, Энджел Дарк, Кианна Диор, Никки Хантер, Елена Йенсен, Карла Лэйн, Санни Лэйн, Маркус Лондон, Брэнди Лав, L.T., Джианна Майклз, Тони Монтана, Лоран Скай, Роб Спаллоне, Шарлотта Стокли, Фаррелл Хирш, Гленн Кинг, Дэйв Пескин, Энди Вуллмер, Рубин Готтесман.
 • Победители выделены жирным шрифтом 

## Победители и номинанты
| Исполнительница года | Исполнитель года |
| --- | --- |
| - Абелла Дейнджер - Адриана Чечик - Алина Лопес - Ана Фокс - Анджела Уайт - Джейн Уайлд - Джоанна Энджел - Карма Рекс - Кензи Ривз - Кира Нуар - Кристен Скотт - Райли Рид - Уитни Райт - Эбигейл Мэк - Эмили Уиллис | - Мик Блу - Ксандер Корвус - Чарльз Дера - Райан Дриллер - Маркус Дюпри - Мануэль Феррара - Сет Гэмбл - Смолл Хэндс - Стив Холмс - Рики Джонсон - Кейран Ли - Исайя Максвелл - Рамон Номар - Деррик Пирс - Томми Пистол |
| Фильм года | Режиссёр года |
| «Юные лесбиянки» | - Джоанна Энджел - Кей Брандт - Аксель Браун - Франсуа Клусо - Джонни Даркко - Мануэль Феррара - Рики Гринвуд - Джулс Джордан - Кайден Кросс - Мэйсон - Бри Миллс - Эйден Райли - Джеки Сент-Джеймс - Крис Стримс - Мисса Икс |
| Лучшая новая старлетка | Лучший мужской дебют |
| - Ария Ли - Афина Фэрис - Ванна Бардо - Вина Скай - Габби Картер - Джианна Диор - Дэнни Риверс - Иззи Лаш - Киара Коул - Кира Крофт - Лекси Лор - Лэйси Леннон - Наоми Суонн - Отем Фоллс - Пейдж Оуэнс | - Билли Бостон - Род Джексон - Алекс Джетт - Johnny the Kid - Джейсон Моуди - Уилл Паундер - Pressure the Entertainer - Дункан Сейнт - Рики Спэниш - Майкл Суэйзи |
| Лучшая актриса — полнометражный фильм | Лучший актёр — полнометражный фильм |
| - Джоанна Энджел, «Подружка невесты: Неблагополучный брак (DVD)» - Эвелин Клэр, «Фишки маме» - Киара Коул, «Игра в кости 2: Зима пришла везде» - Абелла Дейнджер, «Она и он» - Алексис Фокс, «Видеть не слышал: История Алексис Фокс» - Шайла Дженнингс, «Хулиган: Эпизоды 3 и 4» - Алина Лопес, «Интервью епископа: История Алины Лопес» - Каденс Люкс, «Плохие самаритяне» - Кристен Скотт, «Для твоего же блага» - Айви Вульф, «Почувствуй себя хорошо» | - Натан Бронсон, «Фишки маме» - Дик Чибблз, «Интервью епископа: История Алины Лопес» - Лукас Фрост, «Воспоминания отца. Будущее мрачно: Полный второй сезон (DVD)» - Смэлл Хандс, «Она и он» - Стив Холмс, «Сделка с дочерью» - Тайлер Найт, «Баночка с печеньем (DVD)» - Томми Пистол, «Кукла Аура. Будущее мрачно: Полный второй сезон (DVD)» - Донни Рок, «Игра в кости 2: Зима пришла везде» - Майкл Вегас, «Лицом к лицу: Последствия (DVD)» - Зак Уайлд, «Почувствуй себя хорошо» |
| Лучшая лесбийская сцена | Лучшая парная сцена |
| - «Признания грешной монахини 2: Восстание сестры Моны» — Шарлотта Стокли и Кенна Джеймс - «Бесконечность» — Эви Лав и Лейси Леннон - «Лесбийские встречи» — Абелла Дэйнджер и Джейн Уайлд - «Лесбийские навязчивые идеи 3» — Алекс Кол и Prinzzess - «Лесбийские исполнители года 2019» — Серена Блэр и Милана Риччи - «Место растления ботаников: Лесбийская месть (DVD)» — Джианна Диор и Эмили Уиллис - «С одного удара» — Алина Лопес и Сесилия Лайон - «Секс и ложь» — Ана Фокс и Серена Сирен - «Юные лесбиянки» — Аидра Фокс и Кристен Скотт - «Когда мальчики в гостях» — Сабина Руж и Отем Фоллс | - «Анжела Уайт» — Анжела Уайт и Мик Блу - «Крюк: Посвящение сейчас (DVD)» — Эшли Лэйн и Микки Мод - «Отель 'Застёжка': Используй меня, потеряй меня (DVD)» — Кензи Ривз и Джеймс Дин - «Мне холодно: Нет пути назад (DVD)» — Эй Джей Эпплгейт и Damon Dice - «Почувствуй себя хорошо» — Айви Вульф и Зак Уайлд - «Секс-машины» — Габби Картер и Мануэль Феррара - «Разблокировать: Неустанно (DVD)» — Джианна Диор и Мик Блу - «Певец на свадьбе: Чёрное и белое 16 (DVD)» — Райли Стил и Джейсон Лув - «Соблазнение мокрой киски» — Отем Фоллс и Маркус Дюпри - «Поклоняйся мне» — Дезире Дульче и Джонни Кастл |